# Domäne Oelentrup

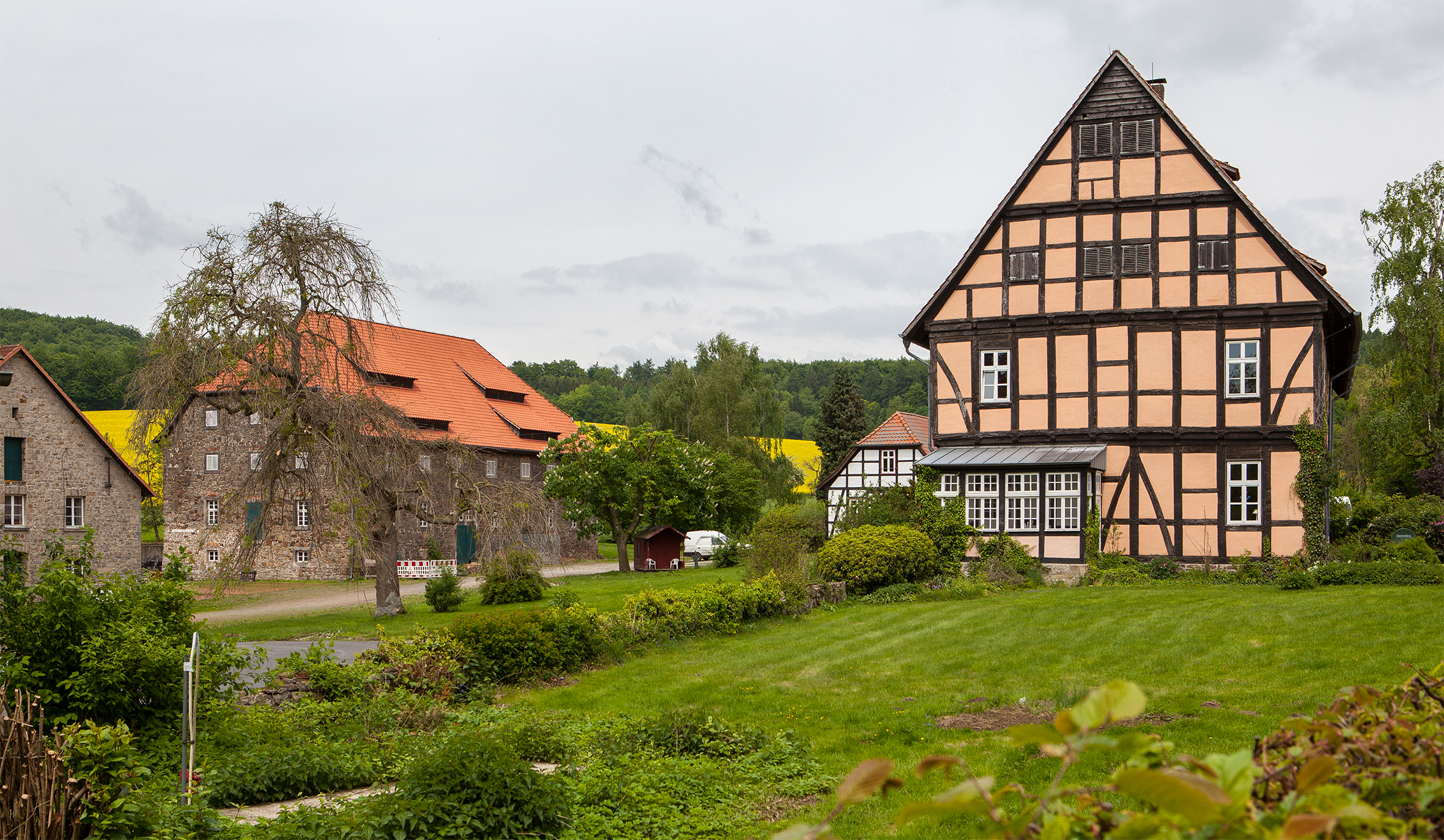
Brennerei und Pächterwohnhaus

Das Gut Oelentrup (ab 1868 Domäne Oelentrup) war ein Außenhof des Hauses Sternberg. Die historischen Gebäude sind seit Oktober 1986 als Baudenkmale in der Denkmalliste der Gemeinde Dörentrup geführt.

## Geschichte
Der größte Teil der zur Burg gehörenden Ländereien lag südlich des Sternberger Waldes. Im 16. Jahrhundert übernahm der Landesherr die Bewirtschaftung der Ländereien und fasste die vorher zerstreut liegenden Höfe und Kotten bei Oelentrup zusammen. Nördlich der Burg lagen wohl die Hudeflächen. Mit Sicherheit hat das Gut schon vor 1563 bestanden, denn in diesem Jahr verpfändete Hermann Simon, Bruder von Bernhard VIII., den Hof zu Oldendorf. 1581 verpachtete er die Meierei an Gerlach von Kerßenbrock. Der Pachtvertrag wurde fünf Jahre später aufgekündigt. Graf Simon VI. hielt sich häufig für längere Zeit auf Oelentrup auf.
Eine weitere Verpachtung ist für das Jahr 1610 dokumentiert. Albert Dohme pachtete die Meierei von 1626 bis zu seinem Tod 1642. Durch die Unruhen des Dreißigjährigen Krieges hat Dohme schwere Verluste erlitten. Ihm folgte die Witwe Gröne.
In einem Inverntarverzeichnis von 1648 umfasst das Gut ein strohgedecktes Wohnhaus, das Vorwerk, welches Pferdestall und Kornboden beinhaltete, Dreschhaus, Schweinehaus, Brauhaus, zwei Backöfen und einen Schafstall. Die Meierei hatte Hudemöglichkeiten für 600 Schafe, 200 Schweine und 36 Rinder, konnte Spanndienste in Anspruch nehmen, ihr oblag die Jagd- und Fischgerechtigkeit des Amtes Sternberg und sie hatte freien Zugang zu Brenn- und Bauholz.
Von etwa 1649 bis zu seinem Regierungsantritt 1652 lebte Hermann Adolf zur Lippe mit seiner Frau Ernestine auf Gut Oelentrup, nachdem er sich von seinem Bruder entzweit hatte und die geerbte Burg Sternberg verlassen musste.
Friedrich Christoph von Hammerstein erhielt 1653 als Pfandschaft vom Grafen das Gut und lebte dort ab 1663 wie ein adeliger Gutsbesitzer. Die Pfandschaft wurde erst 1747 wieder eingelöst.
Von 1765 bis 1770 lebte Graf Friedrich Christian, der in holländischen Diensten stand, mit seiner Familie auf dem Gut. Um 1760 bis etwa 1781 war der Amtmann Stock Pächter der Meierei. Ab Ende des 18. Jahrhunderts ist das Herrenhaus immer vom jeweiligen Pächter bewohnt worden. Der Konduktor Müller übernahm die Pacht im Jahr 1781, nach seinem Tod führten seine Frau und sein Sohn den Betrieb fort. Eine Neuverpachtung 1815 erfolgte an den Konduktor Meyer, der seit 1810 auch schon die Meierei Göttentrup gepachtet hatte. Ihm folgten nach seinem Tod die Pächter Schönfeld (1843), Deetjen (1858) und der Ökonomierat Sander aus Aerzen (1858 bis 1919).
Die Betriebsgröße betrug im Jahr 1886 206 Hektar.
Der Gutsinspektor Hoyer (oder Heyer) übernahm Oelentrup als Pächter im 1919 für 18 Jahre. Für das Jahr 1921 ist eine Betriebsgröße von 205 ha angegeben. Da Hoyer seinen Verpflichtungen nicht nachkommen konnte, übernahm der Landwirt Griemert seinen Vertrag 1926. Die Familie führte den Betrieb bis 2001.
Das Gut befindet sich im Besitz des Landesverbandes und umfasste 2007 noch eine Wirtschaftsfläche von 180 ha.

## Gebäude
Ein zweistöckiges Fachwerk-Wohnhaus mit einer Länge von 14 Fachen und einer Breite von neun Fachen ist um 1660 unter von Hammerstein erbaut worden.
Dendrochronologische Untersuchungen der Dachstuhlhölzer ergaben die Fälljahre 1659 und 1660, Hölzer des nördlichen Erweiterungsbaus stammen aus dem Jahr 1817. Das Gebäude ist in den Jahren 1986 bis 1988 denkmalpflegerisch saniert worden.
Die adeligen und landesherrlichen Gutsbetriebe hatten als Privileg die abgabenfreien Brau- und Brennrechte, weswegen sich auf vielen Gütern entsprechende Anlagen befanden.
Auf dem Gelände in Oelentrup steht ein Brennereigebäude, das nach Plänen des Landbaumeisters Johann Theodor von Natorp ab 1828 unter Leitung von Ferdinand Wilhelm Brune errichtet wurde. Es handelt sich dabei um einen zweigeschossigen, teilunterkellterten Bruchsteinbau, in dessen hohen Krüppelwalmdach sich Lüftungsgauben befinden. Im Inneren waren Ställe für 16 Rinder, ein Raum für die Brennapparate, Wasch- und Malzräume, eine Bühne für die Maischbütten und große Speicherböden im Ober- und Dachgeschoss.
Ebenfalls 1828 ließ Brune, der im Jahr zuvor schon ein neues Dreschhaus plante, das Vorwerk durchbauen und die Schafställe vergrößern sowie einen Schweinestall anbauen. Ein altes Dreschhaus und ein alter Schafstall wurden abgebrochen.
Eine zweischiffige Bruchsteinscheune stammt aus der Zeit von 1850 bis 1870. Die großen Giebeltore sind von behauenen Sandsteinen eingefasst. Im Giebel befindet sich jeweils ein rundes Fenster.
Neben dem Wohnhaus steht ein langgestrecktes, eingeschossiges Arbeiterwohnhaus in Fachwerkbauweise mit Krüppelwalmdach aus der Mitte des 19. Jahrhunderts. Dieses Gebäude, in dem sich zwei Wohnungen für Landarbeiterfamilien befanden, wurde um 1997 wiederhergerichtet.
Weiterhin gab es auf dem Gut eine Rademacherei und auf einem Grundriss von 1828 befindet sich an einem Vorwerk der Domäne ein Wasserrad zum Antrieb einer Schrotmühle.
Die Wirtschaftsgebäude des 20. Jahrhunderts sind nicht Teil des Denkmals.